# Вилијам Б. Дејвис
Вилијам Брус Дејвис (енгл. William B. Davis; Торонто, 13. јануар 1938) јесте канадски глумац. Најпознатији је по улози Пушача у серији Досије икс.
Дејвис, бивши професор драме на Универзитету Бишопс, оснивач је Вилијам Дејвис центра за студије глуме у Ванкуверу (Британска Колумбија). Једна од познатијих полазница те школе је била и Луси Лолес. Такође је и бивши национални шампион у скијању на води. Упркос томе што је познат по свом лику који пуши, Дејвис је заправо прекинуо да пуши 1970-их година; као Пушач је пушио биљне цигарете. Такође је, упркос лику кога је глумио у Досијеу икс, познат као чврст скептик у вези са паранормалним стварима.

## Рани живот и образовање
Дејвис био је рођен у Торонту. Његов отац био је адвокат и његова мајка психологиста. 1949. године, почео је да буде дечји глумац, у радио драми и летњем позоришту. Његови рођаци су водили Стров Хат Плејерс у Онтарију крајем 1940-их и почетком 1950-их, и вежбао у подруму Дејвисове куће. Када им је био потребан дечак, Вилијаму су дали први професионални глумачки посао. Касније је постао дечак глумац на радију Канадске радиодифузне корпорације пре него што му се глас сломио.
1955. постао је студент у Универзитету у Торонту да студира филозофију, али се активно бавио глумачком каријером, као и његов пријатељ Доналд Сатерленд. Године 1959. дипломирао је филозофију на Универзитету у Торонту. Док је био на универзитету, скренуо је пажњу са глуме на режију и са својим партнером, Карлом Џафаријем, је четири године водио Стров Хат Плејерс.